# وادي عبادي
قرية وادي عبادي هي إحدى القرى التابعة لمركز إدفو في محافظة أسوان في جمهورية مصر العربية.